# Gocce di vita
Gocce di vita è un album musicale del 1983 prodotto da Elio Palumbo per la Yep (numero catalogo 5396 339), distribuito dalla Polygram e interpretato da Massimo Bizzarri. Uscì solo nella versione LP e conteneva nove tracce. Qualche anno dopo l'album uscì nella sola versione MC col titolo MB senza filtro.

## Tracce
Lato A
- Ma tu ci credi tu (M. Bizzarri)
- Coraggio uomo (M. Bizzarri/R. Ambrosi/D. Patucchi)
- Canzone per Piero Ciampi (M. Bizzarri)
- L'etilista (M. Bizzarri/D. Patucchi)
- La verità (M. Bizzarri)

Lato B
- Sesso (M. Bizzarri/R. Ambrosi/D. Patucchi)
- Amore amore amore mio (M. Bizzarri/R. Ambrosi/D. Patucchi)
- Un'osteria tra le stelle (M. Bizzarri/D. Patucchi)
- Eppure ti amo (M. Bizzarri)

## Formazione
- Massimo Bizzarri: voce
- Massimiliano Di Carlo: tastiera
- Franco Zulian: pianoforte, tastiera, fisarmonica
- Paolo Masala: tastiera
- Vincenzo Restuccia: batteria